# Totti Bergh
Theodor Christian Frølich „Totti“ Bergh (* 5. Dezember 1935 in Oslo; † 4. Januar 2012 ebenda) war ein norwegischer Jazz-Saxophonist und Bandleader.

## Leben
Theodor „Totti“ Bergh, geboren 1935 in Oslo, spielte zunächst Klarinette, bevor er 1952 zum Saxophon wechselte, während er als Musiker auf dem Schiff Amerikabåt engagiert war. Er arbeitete in den folgenden Jahren bei Einar Schanke (1955/56), Kjell Karlsen (1956–64), Rowland Greenberg (1960–64, 1974–81) und ab 1966 bei Per Borthen, später im Quintett von Laila Dalseth. Als Sopransaxophonist spielte er in den 1990er Jahren in der Christiania Jazzband und in  Christiania 12.
Unter eigenem Namen legte er einige Alben bei Gemini Records vor, stilistisch an Lester Young und Dexter Gordon orientiert. Sein älterer Bruder war der Journalist und Musikproduzent Johs. Bergh (1932–2001).

## Preise und Auszeichnungen
Totti Bergh wurde 1994 mit einem Gammleng-prisen geehrt. 1995 wurde er mit dem Kulturstipendium Oslo Bys der Stadt Oslo gefördert. Auf dem Oslo Jazzfestival 1997 wurde ihm der Ella-prisen zugedacht. 1999 erhielt er vom norwegischen Jazzforum den Buddyprisen, den höchsten norwegischen Jazzpreis.

## Diskographie
- Tenor Madness (Gemini Records, 1986), mit Al Cohn
- I Hear a Rhapsody (1988), mit Per Husby, Egil Kapstad, Ole Jacob Hansen, Egil Johansen, Terje Venaas
- Major blues (1991), mit George Masso, Major Holley, Egil Kapstad, Pelle Hultén
- On the Trail (1993), mit Plas Johnson
- Remember (1995)
- Warm Valley (1996).
- Night Bird (1998), mit Harry Allen, George Masso